# Пеканбару
Пеканбару, Паканбару (індонез. Pekanbaru) — місто в Індонезії на острові Суматра. Адміністративний центр провінції Ріау (індонез. Propinsi Riau).
Територія міста виділена в самостійну адміністративну одиницю — муніципалітет (кота). Населення, за підсумками загальнонаціональної перепису 2010 року, становить 897 768 осіб. Площа станом на 2010 рік — 632,26 км².
Розташований в центральній частині острова Суматра на відстані близько 120 км від узбережжя Малаккської протоки і близько 200 км від узбережжя Індійського океану. Стоїть на обох берегах річки Сіак (індонез. Sungai Siak).
Національний склад населення дуже різноманітний. Найбільш численні представники народності мінангкабау, малайці, а яванці, батаки. Переважне віросповідання містян — іслам суннітського напрямку.
Заснований на початку XVII століття під назвою Сенапелан. Сучасну назву отримав у 1784 році. Розташовувався на території султанату Сіак, що знаходився на початку свого існування у васальній залежності від малайського султанату Джохор, пізніше — в колоніальній залежності від Нідерландів. В кінці XVIII — початку XIX століття був столицею султанату. У період нідерландської колонізації став великим центром виробництва кави і натурального каучуку, пізніше — гірничодобувної промисловості. Під час японської окупації в ході Другої світової війни був важливим опорним пунктом японських військ, центром масштабних примусових робіт військовополонених та місцевого населення.
До складу Індонезії увійшов у 1945 році, після добровільної передачі султаном Сіака суверенітету над своїми володіннями влади Республіки. З 1957 року в складі провінції Ріау. З 1959 року є її адміністративним центром.
Відрізняється динамічним економічним розвитком. У місті розташовані великі підприємства нафтопереробної та хімічної промисловості, великий річковий порт, міжнародний аеропорт Султан Шаріф Касим II. Є декілька вузів, одна з найбільших у країні публічних бібліотек і один з найбільших в країні стадіонів. Визнаний одним з найбільш упорядкованих, інфраструктурно розвинених і чудових в екологічному відношенні міст Індонезії.

## Історія

### Доколоніальний період
Перші згадки про населені пункти на території Пеканбару відносяться до XVII століття — сюди, у невелике рибальське село Паюнгсекаки було перенесено більш крупне поселення Сенапелан, мешканці якого були змушені залишити колишні місця проживання через несприятливі кліматичні умови. Найменування «Сенапелан» закріпилося за новим населеним пунктом і навколишнього його місцевістю. Саме Сенапелан вважається прообразом Пеканбару, при тому, що обидва топоніма — і «Сенапелан», і «Паюнгсекаки» — збереглися за двома районами сучасного міста.
У 1720-х роках Сенапелан був включений в територію новоствореного султанату Сіак, з перших днів свого існування потрапив у васальну залежність від малайського султанату Джохор.

### Колоніальний період

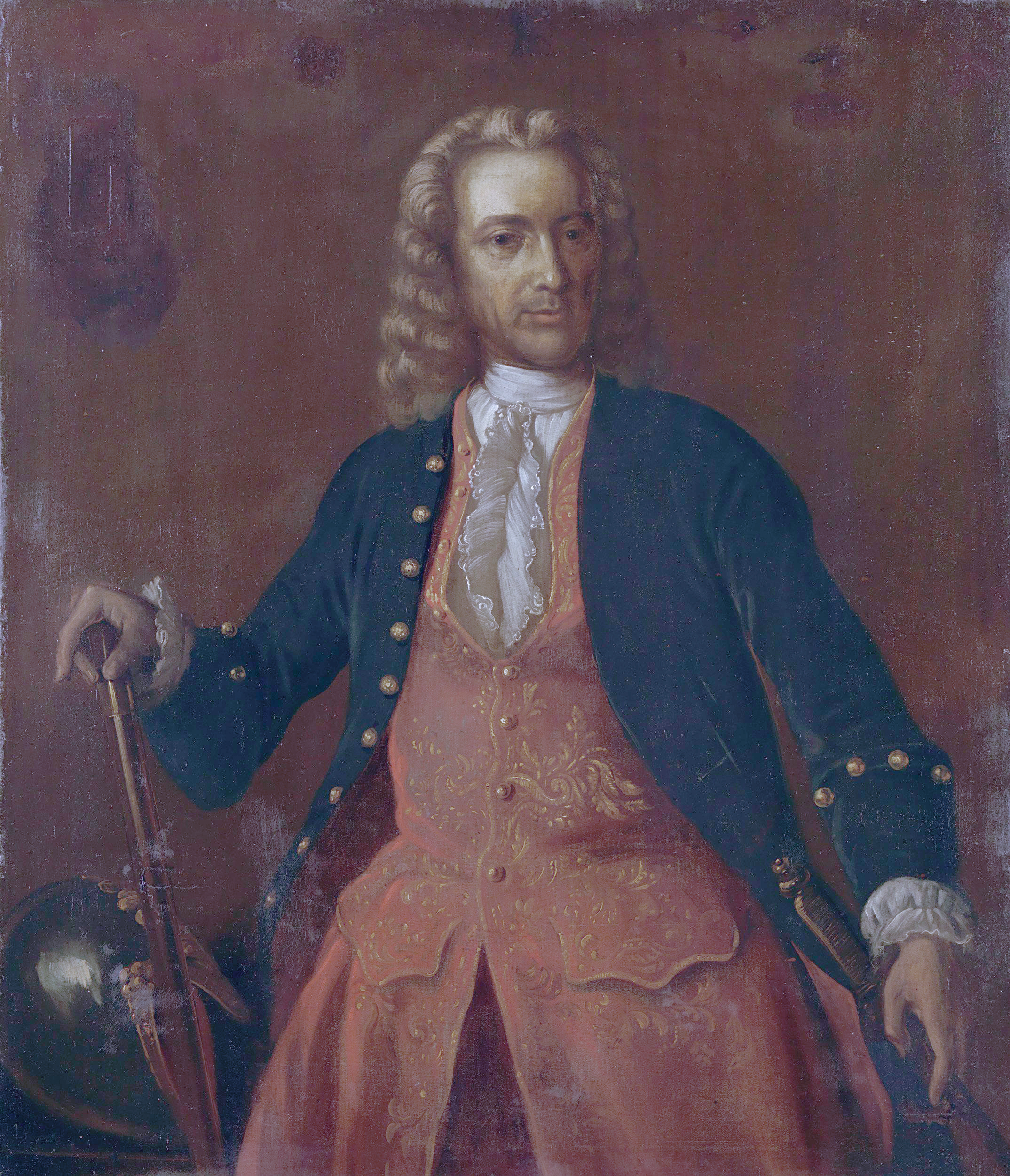
Якоб Мосел — генерал-губернатор Нідерландської Ост-Індії в 1750—61 роках, який домігся контролю над Пеканбару

У першій половині XVIII століття Джохор опинився в стані військової конфронтації з Нідерландської Ост-Індської компанією (НОІК), значно розширила до того часу свій вплив у цій частині Малайського архіпелагу. При цьому, ігноруючи претензії джохорців на сюзеренітет над Сіаком, голландці вступили в прямі відносини з правителем останнього і домоглися від нього дозволу на будівництво в безпосередній близькості від Сенапелана великого форту, який використовувався колонізаторами до 1756 року. Після серії невдалих бойових зіткнень з голландцями у 1746 році султан Джохора був змушений підписати з ними мирний договір, за умовами якого НОІК передавався суверенітет над Сіаком. При цьому сіакські правителі, які зберегли високий ступінь самоврядування, приступили до активного економічного та інфраструктурного розвитку Сенапелана. У 1760-ті роки тут, зокрема, були побудовані султанський палац (до теперішнього часу не зберігся) і велика мечеть. У 1775 році в Сенапелан була офіційно перенесена столиця султанату, що послужило додатковим стимулом розвитку міста.
Перший з перебралися в Сенапелан сіакських султанів Абдул Джаліл Аламудин Шах (індонез. Abdul Jalil Alamudin Syah), прагнучи до розширення зовнішньоекономічних зв'язків, спробував організувати тут велику регіональний ярмарок, проте успіху не досяг. Після того ж, як на початку 1780-х років його сина Мухаммада Алі (індонез. Muhammad Ali) вдалося, нарешті, облаштувати ярмарок, вона набула настільки важливе комерційне значення для цієї частини Суматри, що 23 червня 1784 року сам населений пункт за ініціативою ради місцевих родоплемінних старійшин був перейменований в Пеканбару (індонез. Pekanbaru), буквально «Нова ярмарок» (pekan — «ярмарок», baru — «новий»). Саме 23 червня вважається днем заснування міста Пеканбару і відзначається тут як офіційний міське свято.
Після банкрутства і ліквідації НОІК в 1798 році Пеканбару, як і всі володіння Компанії, перейшли під пряме управління уряду Нідерландів, підкорених до цього моменту наполеонівською Францією. Однак наступна в 1811 році окупація Нідерландської Ост-Індії Великою Британією, яка прагнула не допустити переходу колонії до Франції, істотно послабила нідерландське вплив на Суматрі. В результаті голландцям, які повернули собі колонію в 1816 році, довелося заново встановлювати свою владу над Сіаком і, зокрема, над Пеканбару, що втратили до того часу столичний статус, проте, як і раніше, мала велике торговельне та інфраструктурне значення. При цьому адміністрація британських колоніальних володінь у Південно-Східній Азії деякий час зберігала претензії на деякі суматранські території, у силу чого перша спроба відновлення контролю над Сіаком, розпочата Нідерландами в 1840-е роки, виявилася невдалою.

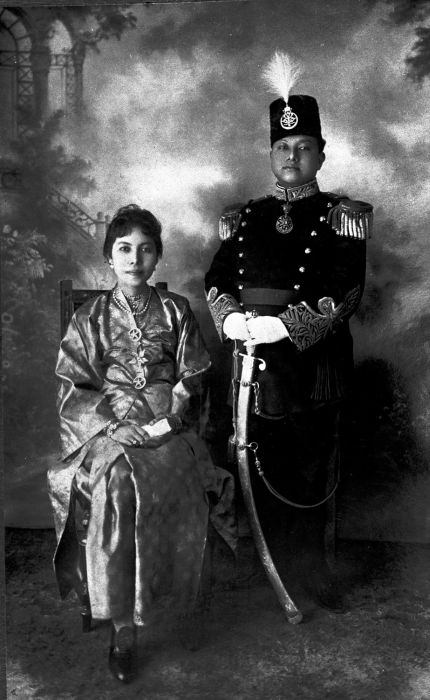
Останній султан Сіака Шаріф Касим II з дружиною. Фото 1910-х—1920-х років

У 1850-е роки Пеканбару опинився на території внутрисіакського конфлікту, викликаного династичної боротьбою султана Шаріфа Ісмаїла (індонез. Syarif Ismail) з одним із своїх родичів. Залучені султаном формування бугійських найманців на чолі з британцем Адамом Вілсоном (англ. Adam Wilson) поступово стали загрозою для його власної влади. У 1856 році Шаріф Ісмаїл був змушений звернутися за допомогою до голландцям, які, розгромивши ополчення Вілсона, в 1858 році примусили правителя до підписання договору про входження султанату в склад Нідерландської Ост-Індії при збереженні його формального суверенітету — таким чином Пеканбару знову опинився під колоніальною владою.
У складі нідерландських володінь місто зберігав важливе значення, насамперед, як великий торговельний пункт: навігаційні умови річки Сіак забезпечували стабільний судноплавний зв'язок з Малаккською протокою. Крім того, з середини XIX століття Пеканбару став великим центром виробництва кави, а з початку XX століття — виробництва натурального каучуку та вугільної промисловості. При цьому влада сіакських султанів над містом поступово ставала все більш номінальною: реальні управлінські функції здійснювалися представниками нідерландської колоніальної адміністрації, що мали до 1931 року посаду асистент-резидента, після — контролера.

### Період японської окупації
Наприкінці лютого 1942 рік Пеканбару був зайнятий збройними силами Японії в ході операції в Нідерландській Ост-Індії. Місто, як і вся територія Суматри, був віднесений до зони окупації 25-ї армії і 8 березня 1942 року став центром округи на чолі з японським військово-адміністративним керуючим. При цьому номінальною владою над цією територією, як і раніше мав султан Сіака, за яким японці зберегли церемоніальні повноваження.
Прагнучи зміцнити матеріально-технічну інфраструктуру на Суматрі і, зокрема, розширити можливості вивезення місцевої сировини через тихоокеанську акваторію, японці розгорнули будівництво залізничної гілки довжиною 220 км, що з'єднує Пеканбару з північним терміналом суматранської залізниці. На будівництві було задіяно близько 6500 голландських і британських військовополонених, а також понад 100 000 підневільних індонезійців. До моменту закінчення робіт влітку 1945 року померло або було вбито не менше третини європейців і більше половини індонезійців.
До періоду японської окупації, що тривала до серпня 1945 року, відноситься початок розробки на прилеглих до Пеканбару територіях родовищ нафти і створення в місті інфраструктури нафтопереробки.

## Історія

### Доколоніальний період
Знаходження Пеканбару у складі Республіки Індонезії було підтверджено індонезійсько-голландським Лингаджатским угодою 12 листопада 1946 року. Проте в ході військових дій, що почалися влітку 1947 року, місто був зайнятий нідерландськими військами і утримувався ними до січня 1948 року, коли індонезійська суверенітет над цією територією був закріплений Ренвільською угодою.
У 1956 році Пеканбару отримав статус міської одиниці в складі новоствореної провінції Центральна Суматра. Після поділу цієї провінції в 1957 році на провінції Західна Суматра, Джамбі і Ріау зберіг аналогічний статус у складі останньої. 20 січня 1959 року став адміністративним центром Ріау, отримавши при цьому статус міського муніципалітету, який зберігається до теперішнього часу при незначних змінах відповідного адміністративного терміна.

## Фізико-географічна характеристика

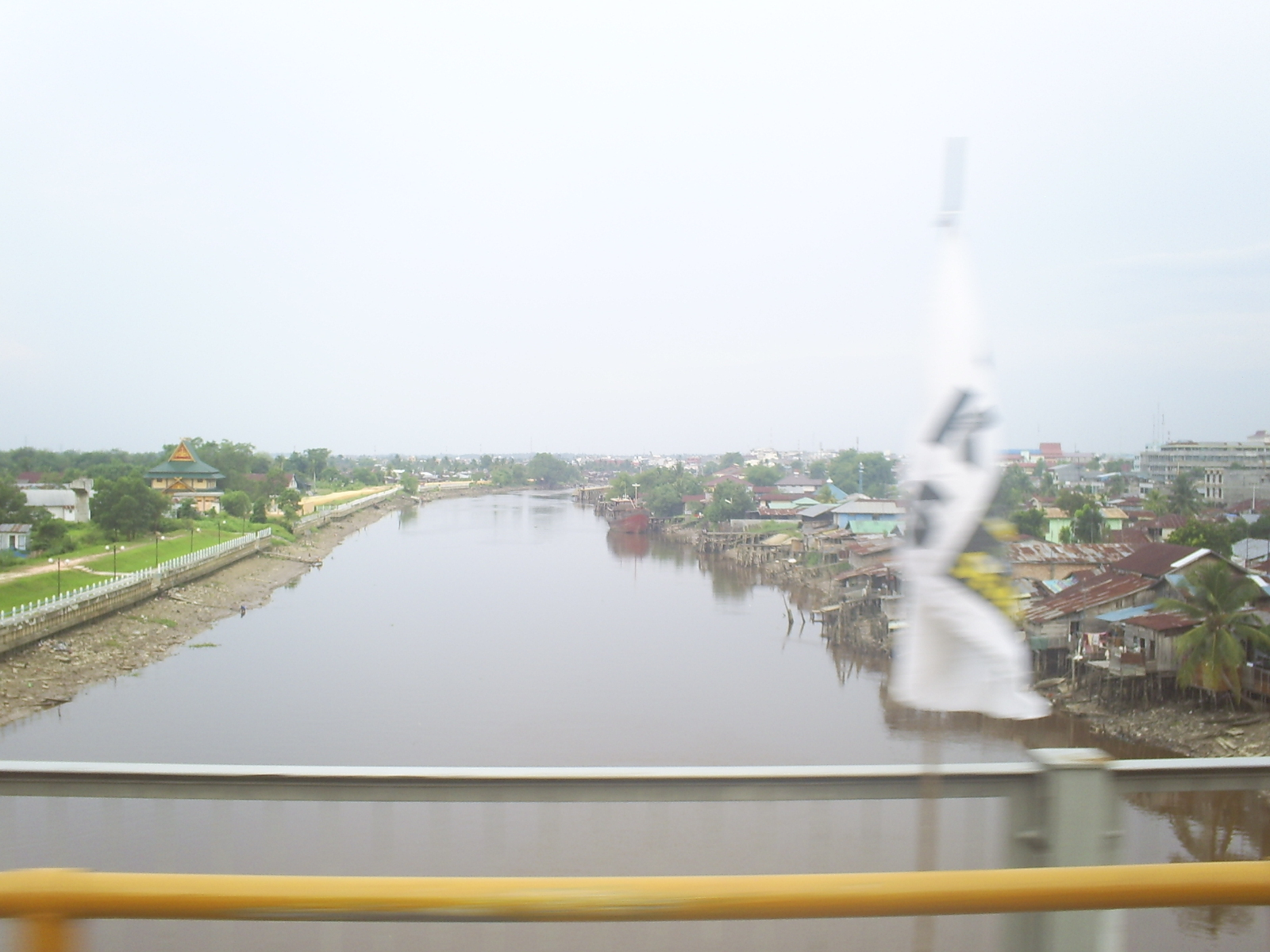
Річка Сіак поділяє Пеканбару на дві нерівні частини

### Географія
Географічні координати Пеканбару — 0°32'00" пн. ш. 101°27'00" сх. д..
Місто розташоване в центральній частині острова Суматра, приблизно в 120 км від східного узбережжя, що виходить на Малаккська протока, і приблизно в 200 км від західного узбережжя, що виходить на Індійський океан на відстані близько 55 км на північ від екватора. Займає площу 632,26 км². Має неправильну форму, злегка витягнуту по напрямку з південного заходу на північний схід. Знаходиться в центральній частині провінції Ріау. З північно-східної сторони на території міста межує з територією округу Сіак, з південно-західної — з територією округу Кампар.

### Рельєф, геологічна будова, природні умови
Місто стоїть на обох берегах річки Сіак, здебільшого на південному, у рівнинній, місцями заболоченій місцевості. Висота міської території над рівнем моря коливається від 5 до 50 метрів, у центральній частині не перевищує 11 метрів. На 65 % міської території ухил місцевості не перевищує 5 градусів, на 30 % коливається в межах 5—20 градусів і лише приблизно на 5 % місцевості перевищує 20 градусів. Під територією міста у напрямку з північного заходу на південний схід проходить зона геологічного розлому. Для східних північно-східних і південно-західних районів характерні як синклінальні, так і антиклінальні складки, формування яких відноситься до середнього міоцену.
Головною водною артерією міста є річка Сіак, приблизно в 160 км нижче за течією впадає в Малаккська протока. Її ширина в межах міста становить близько 100 метрів, середня глибина по фарватеру — 8 метрів. По території Пеканбару протікають також кілька приток Сіака — невеликі річки Умбансарі, Айрхітам, Сімбан, Сетукул, Пенгамбанг, Укуі, Саго, Сенапелан, Лімау, Тампан і Саіл.

### Клімат
Місто знаходиться у зоні, котра характеризується вологим тропічним кліматом. Найтепліший місяць — квітень із середньою температурою 27.8 °C (82 °F). Найхолодніший місяць — січень, із середньою температурою 26.7 °С (80 °F).
| Клімат Пеканбару        | Клімат Пеканбару | Клімат Пеканбару | Клімат Пеканбару | Клімат Пеканбару | Клімат Пеканбару | Клімат Пеканбару | Клімат Пеканбару | Клімат Пеканбару | Клімат Пеканбару | Клімат Пеканбару | Клімат Пеканбару | Клімат Пеканбару | Клімат Пеканбару |
| Показник                | Січ.             | Лют.             | Бер.             | Квіт.            | Трав.            | Черв.            | Лип.             | Серп.            | Вер.             | Жовт.            | Лист.            | Груд.            | Рік              |
| Абсолютний максимум, °C | 36               | 37               | 37               | 38               | 37               | 40               | 37               | 38               | 37               | 37               | 34               | 38               | 40               |
| Середній максимум, °C   | 30               | 30               | 31               | 31               | 31               | 31               | 31               | 31               | 31               | 31               | 30               | 30               | 31               |
| Середня температура, °C | 26               | 27               | 27               | 27               | 27               | 27               | 27               | 27               | 27               | 27               | 27               | 26               | 27               |
| Середній мінімум, °C    | 23               | 23               | 23               | 23               | 23               | 23               | 22               | 22               | 22               | 23               | 23               | 22               | 23               |
| Абсолютний мінімум, °C  | 18               | 18               | 21               | 17               | 21               | 19               | 16               | 18               | 20               | 13               | 21               | 20               | 13               |
| Норма опадів, мм        | 180              | 210              | 220              | 250              | 200              | 160              | 120              | 170              | 210              | 240              | 300              | 270              | 2580             |
| ----------------------- | ---------------- | ---------------- | ---------------- | ---------------- | ---------------- | ---------------- | ---------------- | ---------------- | ---------------- | ---------------- | ---------------- | ---------------- | ---------------- |
| Джерело: Weatherbase    |                  |                  |                  |                  |                  |                  |                  |                  |                  |                  |                  |                  |                  |

| Період   | Січень | Лютий | Березень | Квітень | Травень | Червень | Липень | Серпень | Вересень | Жовтень | Листопад | Грудень | Рік |
| -------- | ------ | ----- | -------- | ------- | ------- | ------- | ------ | ------- | -------- | ------- | -------- | ------- | --- |
| Відсотки | 83     | 80    | 81       | 81      | 81      | 79      | 80     | 80      | 81       | 81      | 82       | 83      | 81  |

| Період    | Січень | Лютий | Березень | Квітень | Травень | Червень | Липень | Серпень | Вересень | Жовтень | Листопад | Грудень | Рік |
| --------- | ------ | ----- | -------- | ------- | ------- | ------- | ------ | ------- | -------- | ------- | -------- | ------- | --- |
| Кількість | 13     | 11    | 13       | 14      | 11      | 8       | 7      | 10      | 11       | 14      | 16       | 16      | 144 |

| Період    | Січень | Лютий | Березень | Квітень | Травень | Червень | Липень | Серпень | Вересень | Жовтень | Листопад | Грудень | Рік |
| --------- | ------ | ----- | -------- | ------- | ------- | ------- | ------ | ------- | -------- | ------- | -------- | ------- | --- |
| Кількість | 2      | 2     | 3        | 3       | 3       | 3       | 4      | 4       | 3        | 3       | 4        | 3       | 37  |

| Період                | Січень | Лютий | Березень | Квітень | Травень | Червень | Липень | Серпень | Вересень | Жовтень | Листопад | Грудень | Рік |
| --------------------- | ------ | ----- | -------- | ------- | ------- | ------- | ------ | ------- | -------- | ------- | -------- | ------- | --- |
| Середня швидкість     | 3      | 3     | 2        | 2       | 3       | 3       | 4      | 4       | 4        | 3       | 3        | 4       | 3.2 |
| Максимальна швидкість | 63     | 46    | 69       | 74      | 74      | 70      | 43     | 41      | 67       | 59      | 74       | 72      | 74  |

### Екологічний стан, стихійні лиха
В екологічному плані Пеканбару є одним з найбільш благополучних серед великих міст не тільки Суматри, але і всій Індонезії. Подібний стан, незважаючи на близькість нафтопромислів та лісові пожежі, які регулярно відбуваються в навколишніх районах Суматри, місцевій владі вдається підтримувати за рахунок низки масштабних програм, спрямованих на захист довкілля.
Історично місто був схильний до повеней, однак до кінця XX століття їх інтенсивність була значно знижена за рахунок прийняття комплексу гідротехнічних заходів. В межах Пеканбару зберігається 20 ділянок, схильних до сезонного затоплення, проте їхня загальна площа становить не більш як 1 % міської території. Так, жодна з 7 повеней, що сталися тут у 2009 році, не набувала загальноміського масштабу стихійного лиха, їхні наслідки долалися силами районної влади, без залучення муніципальних сил і засобів.

## Населення

### Чисельність, динаміка
Чисельність населення Пеканбару, за підсумками загальнонаціональної перепису 2010 року, становить 897 768 осіб, з них 456 386 чоловіків і 441 382 жінки. Щільність населення — 1420 чоловік на км². В місті зареєстровано 213 795 сімей, середня чисельність сім'ї — більше 4 осіб.
Темпи зростання населення міста винятково високі: так, за 15 років з 1995 року по 2010 рік його чисельність збільшилася більш ніж удвічі (у 1995 році — 441 464 особи). При цьому зростання за останній рік періоду становило понад 11,8 %.
| Рік       | 1995    | 1996    | 1997    | 1998    | 1999    | 2000    | 2001    | 2002    | 2003    | 2004    | 2005    | 2006    | 2007    | 2008    | 2009    | 2010    |
| --------- | ------- | ------- | ------- | ------- | ------- | ------- | ------- | ------- | ------- | ------- | ------- | ------- | ------- | ------- | ------- | ------- |
| Населення | 431 464 | 481 681 | 512 123 | 523 076 | 531 635 | 586 223 | 597 971 | 625 313 | 653 435 | 689 834 | 720 197 | 754 467 | 779 899 | 799 213 | 802 788 | 897 768 |

### Етнічний та релігійний склад, мови
Населення міста відрізняється великою етнічною різноманітністю. Відносна більшість — понад 37 % — належить до народності мінангкабау. В місті також проживають малайці, а яванці, батаки, представники інших корінних народів Індонезії, а також досить значна кількість китайців.
| Народність | Минангкабау | Малайці | Яванці | Батаки | Сунди | Бугиси | Банджари | Інші |
| ---------- | ----------- | ------- | ------ | ------ | ----- | ------ | -------- | ---- |
| Частка (%) | 37,7        | 26,1    | 15,1   | 10,8   | 1     | 0,2    | 0,2      | 8,9  |

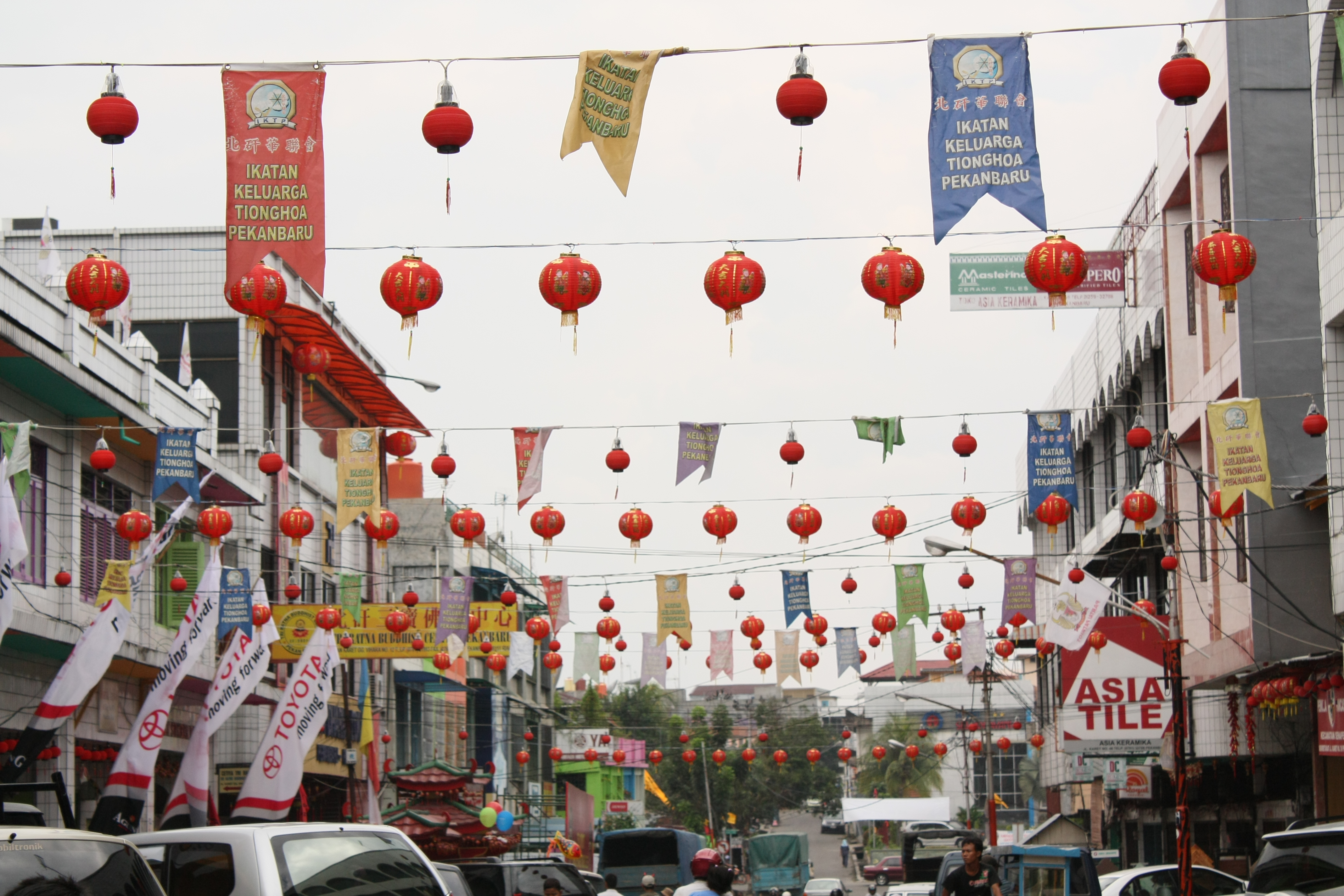
Китайський квартал Пеканбару у святковому вбранні

Абсолютна більшість жителів міста становлять мусульмани-суніти. Є певна кількість християн, як протестантів, так і католиків (насамперед, серед батаків), а також буддистів (у складі китайської громади).
В місті є 588 мечетей і 436 мусульманських молінь, розташованих в різних громадських місцях, а також 55 протестантських і 37 католицьких церков, 9 буддистських і 8 індуїстських храмів — всього 1133 будівель релігійного призначення. Місцеві мусульмани користуються репутацією досить ревних вірян. Міська соборна мечеть — мечеть Шейха Бахарутдина — належить до числа найбільших в Індонезії.
Практично всі містяни вільно володіють державною мовою країни — індонезійською. При цьому багато хто з них, особливо, мінангкабау, у побуті активно користуються рідною мовою.

## Адміністративний поділ

### Статус і адміністративний поділ
Пеканбару — адміністративний центр провінції Ріау. Територія міста виділена в адміністративну одиницю другого рівня — муніципалітет (кота), яка, у свою чергу, розділена на 12 районів (кечаматанів). У складі районів є 58 адміністративних одиниць нижчого рівня — поселень і сіл.
| Назва району   | Назва району індонезійською | Населення (ос.) | Населення (%) | Площа (км²) | Площа (%) |
| -------------- | --------------------------- | --------------- | ------------- | ----------- | --------- |
| Тампан         | Tampan                      | 169 655         | 18,9          | 59,81       | 9,46      |
| Паюнгсекакі    | Payungsekaki                | 86 584          | 9,64          | 43,24       | 6,84      |
| Букіт-Рая      | Bukit Raya                  | 91 914          | 10,24         | 22,05       | 3,49      |
| Марпоян-Дамай  | Marpoyan Damai              | 125 697         | 14,00         | 29,74       | 4,70      |
| Тенаян-Рая     | Tenayan Raya                | 123 155         | 13,72         | 171,27      | 27,09     |
| Лімапулух      | Limapuluh                   | 41 333          | 4,60          | 4,04        | 0,64      |
| Саіл           | Sail                        | 21 438          | 2,39          | 3,26        | 0,52      |
| Пеканбару-Кота | Pekanbaru Kota              | 25 062          | 2,79          | 2,26        | 0,36      |
| Сукаджаді      | Sukajadi                    | 47 174          | 5,25          | 3,76        | 0,59      |
| Сенапелан      | Senapelan                   | 36 434          | 4,06          | 6,65        | 1,05      |
| Румбай         | Rumbai                      | 64 624          | 7,20          | 128,85      | 20,38     |
| Румбай-Песисир | Rumbai Pesisir              | 64 698          | 7,21          | 157,33      | 24,88     |
| Итого          | 897 768                     | 100             | 632,26        | 100         |           |

Станом на вересень 2013 року адміністративний статус Пеканбару як міського муніципалітету визначається Законом Республіки Індонезії про місцеве самоврядування № 32 від 2004 року. Адміністративний поділ регулюється указом міської адміністрації № 4 від 2003 року — раніше Пеканбару розподілявся на 8 районів і, відповідно, 45 поселень і сіл.

### Міська влада

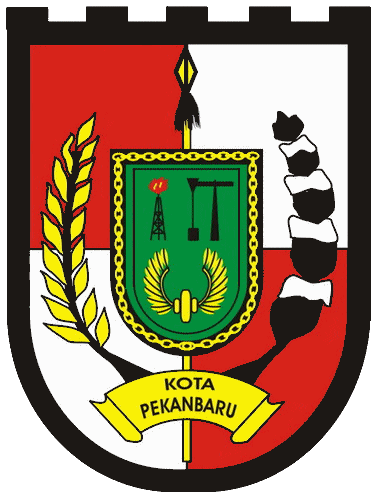
Герб Пеканбару

Місто очолюється мером, який, як і мери інших індонезійських міст, у відповідності з Законом Республіки Індонезії № 32 від 2004 року, обирається містянами в ході прямих виборів, які проводяться раз в 5 років (раніше директивно призначався провінційною адміністрацією). Одночасно з мером обирається його заступник — віце-мер. В ході чергових виборів мера і віце-мера, що відбулися в 2011 році, на перший пост був обраний Фірдаус (індонез. Firdaus), на другий — Аят Чахьяди (індонез. Ayat Cahyadi). Обидва приступили до виконання посадових обов'язків, 26 січня 2012 року.
Законодавчу владу в місті здійснює Міська рада народних представників у складі 45 депутатів, також обирається жителями шляхом прямих виборів і має п'ятирічні повноваження. Спікером ради, сформованого за підсумками виборів, що відбулися в квітні 2009 року, є Десміанто (індонез. Desmianto). Депутатами сформовано вісім фракцій, які представляють десять політичних партій (дві з фракцій є об'єднаними, що представляють по дві партії).

### Герб міста
Згідно з офіційним сайтом адміністрації міста, поділ щита герба на п'ять частин символізує п'ять принципів Панча Сила, державної ідеології Республіки Індонезії. Кольори чотирьох чвертей відображають кольори національного прапора. Гілочки рису і чаю символізують процвітання та забезпечення населення продовольством і одягом. Ланцюг, що оперізує серце герба — народну єдність. Колесо з крилами в серці щита — динамічний розвиток. Нафтова вежа і каучукове дерево, стилізовані зображення яких знаходяться в серці герба — важливу промислову і комерційну роль міста. Спис, зображене вертикально в центральній частині щита — героїзм містян, проявлений в боротьбі за незалежність батьківщини. Перетинає герб у центральній частині горизонтальна лінія символізує екватор, проходить недалеко від Пеканбару. На жовтій стрічці в нижній частині щита напис індонезійською мовою «Kota Pekanbaru» — «Місто Пеканбару».

## Економіка

### Загальний стан, основні показники
Пеканбару має важливе економічне значення в рамках не тільки Суматри, але і всій Індонезії. Місцева економіка розвивається досить динамічно, основою її реального сектора є нафтопереробна і хімічна промисловість. Сфера послуг з індонезійським стандартів є виключно розвиненою, торговий сектор відрізняється високою активністю. Крім того, деяка частина міської території знаходиться в інтенсивному сільськогосподарському користуванні.
Динамічний розвиток місцевої економіки, зокрема, за рахунок промислових і комерційних галузей, приваблюють в місто зростаючі потоки капіталовкладень з інших регіонів країни та з-за кордону. У травні 2013 року Пеканбару був визнаний найбільш сприятливим містом Індонезії для інвестування.
У 2010 році обсяг місцевого валового регіонального продукту (ВРП) склав більше 36,75 трлн індонезійських рупій (більше 4 млрд дол. США за усередненим річним курсом) при річних темпах зростання близько 9 %, що майже в півтора рази перевищує відповідний загальнонаціональний показник. Інфляція в 2010 році зафіксована на рівні 6,8 %, безробіття — на рівні 10,2 % (обидва показника приблизно на третину вище загальнонаціональних).
| Рік           | 2006  | 2007 | 2008 | 2009 | 2010 |
| Зростання (%) | 10,15 | 9,89 | 9,05 | 8,81 | 8,98 |

| Галузь економіки                         | Частка у ВРП міста (%) |
| ---------------------------------------- | ---------------------- |
| Торгівля, готельний і ресторанний бізнес | 25,75                  |
| Будівництво                              | 23,97                  |
| Обробна промисловість                    | 20,21                  |
| Фінансовий сектор                        | 13,22                  |
| Сфера послуг                             | 8,41                   |
| Транспорт і зв'язок                      | 6,78                   |
| Енергетика, водо- та газопостачання      | 0,89                   |
| Сільське господарство                    | 0,75                   |
| Добувна промисловість                    | 0,02                   |

### Промисловість
Промисловість — майже виключно обробна — забезпечує більш 20 % міського ВРП. В цьому секторі зайнято 28 369 містян (близько 7,3 % працюючого населення), велика частина яких є співробітниками дрібних (менше 20 працівників) підприємств або кустарями, діяльність яких кваліфікується як промислова. На 11 зареєстрованих у місті великих (понад 100 зайнятих) промислових підприємствах, станом на 2009 рік, працювало 4274 людини, а на 25 середніх (від 20 до 100 зайнятих) підприємствах — 954 людини.
Основою міський промисловості є нафтопереробка, сировина для якої поступає з прилеглих родовищ, які належать до числа найбільших в Індонезії. У зв'язку з цим в індонезійських і деяких зарубіжних ЗМІ Пеканбару нерідко фігурує під назвою «Нафтова столиця Індонезії».
Велика частина нафтопереробних потужностей належать компанії «Шеврон Пасифік Індонезія» (англ. Chevron Pacific Indonesia) — дочірньому підприємству американської сировинної корпорації «Шеврон», штаб-квартира якого розташована в місті, або індонезійської національної нафтової компанії «Пертаміна» (індонез. PertaminaPertamina).
У місті також є підприємства хімічної, текстильної, харчової, деревообробної промисловості.

### Сільське господарство
Незважаючи на те, що сільське господарство забезпечує менше 1 % обсягу ВРП, кількість зайнятих у ньому відносно велико — 16 029 осіб (понад 4 % працюючого населення). Станом на 2009 рік в сільськогосподарському використанні перебувало 30 023 гектара міської землі — переважно в окраїнних районах. Близько 14 тис. гектарів займають заливні поля, близько 12 тис. гектарів — незрошувані ділянки і близько 2 тис. гектарів — ділянки, забезпечувані штучної іригації. Основними культурами є кассава (урожай за 2010 рік — 4480 тонн), овочі (баклажани — 3195 тонн, огірки — 3000 тонн, іпомея водяна — 2760 тонн, квасоля — 2016 тонн, шпинат — 2000 тонн), батат (273 тонни) і фрукти (рамбутани — 282 тонни, водяні яблука — 108 тонн, дуріани — 104 тонни). Вирощується також олійна пальма.
Досить активно розвиваються тваринництво і птахівництво. Станом на 2010 рік місцеве поголів'я корів становило 7993 голови, свиней — 14 792 голови, кіз — 4829 голів, буйволів — 735 голів. Протягом року на м'ясо і шкіри було забито 10 635 корів, 1149 свиней і 56 буйволів.
Курей налічувалося 11 451 312 (у тому числі 11 171 196 бройлерів і 92 174 несучки), домашніх качок — 8747, мускусних качок — 2690. Протягом року було вироблено 7678 тонн курятини, 17 тонн качатини, 24 882 962 курячих і 823 803 яйця.
Практикується рибництво та, меншою мірою, рибальство. У 2010 році було виловлено 896 тонн розвідний і 76 тонн дикої риби. Основні розвідні види — жабячий кларієвий сом, пангасіус, нільська тіляпія, гурамі, промислові — жаб'ячий кларієвий сом, пангасіус, хемібагрус.

### Торгівля та фінанси

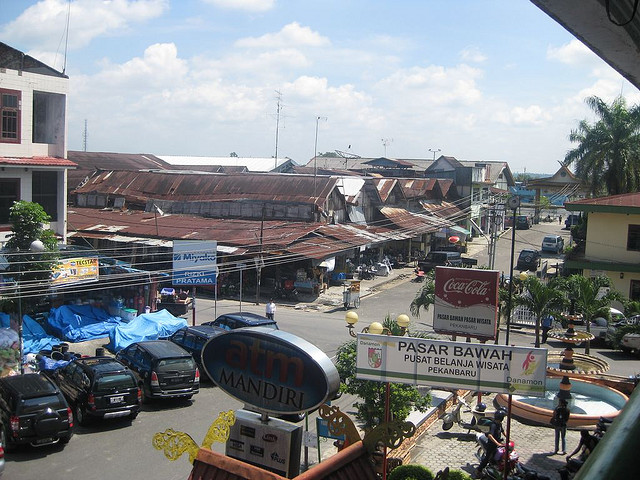
Критий ринок у центрі Пеканбару

Сфера торгівлі є одним з найбільш значущих секторів міської економіки, забезпечуючи понад 20 % ВРП і значну частку зайнятості (разом з готельним та ресторанним бізнесом — 35,7 % зайнятого населення). Загальний обсяг торгових операцій в 2010 році склав понад 8 трлн рупій (близько 825 млн дол. США за усередненим річним курсом). Роздрібна торгівля в місті здійснюється через торговельні підприємства всіх видів: магазини сучасного типу співіснують з традиційними базарами та крамницями. Всього під торгові точки відведено 666 гектарів міської території.
Місто досить активно залучений у зовнішньоторговельні операції. У 2010 році їх загальний обсяг склав 216 млн дол. США при рівному обсязі експорту та імпорту — на 108 млн дол. США. Зафіксовано значне зростання обсягів порівняно з попереднім роком (у 2009 році — 40 млн дол. США експорту та 66 млн дол. США експорту). Основними країнами, які в цей період надходили вироблені в місті експортні товари, є Китай, Сінгапур, США, Бразилія, Індія. Імпорт надходив головним чином з Китаю, Австрії, Малайзії, США, Тайваню, Сінгапуру.
По мірі свого промислового та комерційного розвитку Пеканбару також перетворюється у важливий фінансовий центр. Станом на 2009 рік у місті діяли представництва 33 індонезійських державних і приватних банку, а також ряду зарубіжних банківських структур.

### Туризм, готельний та ресторанний бізнес
Економічний та інфраструктурний розвиток міста у поєднанні з його багатими етнокультурними традиціями сприяє припливу туристів. Особливі зусилля міська влада докладають для залучення відвідувачів з-за кордону, роблячи ставку, насамперед, на громадян суміжних країн. У 2011 році місто відвідали 25 227 іноземних туристів — більше половини всіх іноземців, що відвідали провінції Ріау, що на 31 % більше показника попереднього року. Понад 81 % з приїжджих складають громадяни сусідніх держав АСЕАН, в основному Малайзії та Сінгапуру.
Пеканбару має досить розвинену готельну інфраструктуру. Тут, станом на 2011 рік, є 95 готелів на 4615 номерів та 6768 ліжко-місць. Крім того, є велика кількість ресторанів і розважальних закладів.

## Транспорт і інфраструктура
Пеканбару є одним з найважливіших інфраструктурних центрів Суматри, служачи найбільшим перевалочним пунктом вантажних і пасажирських перевезень, зокрема, поромних — між Сінгапуром і Малайзією з одного боку і південними та східними районами Індонезії — з іншого.
Мережа автомобільних доріг зв'язує місто з усіма великими населеними пунктами острова. Особливе значення має шосейна магістраль, що зв'язує місто з портом Думай, розташованим на березі Малаккської протоки і є одним з найбільших вантажних і морських нафтоналивних терміналів Південно-Східної Азії. Загальна довжина автошляхів, що проходять безпосередньо в межах міста, становить 2769,2 км. Протяжність доріг національного значення становить 77,4 км, провінційного значення — 96,1 км, міського значення — 2578,2 км. 53,8 % автодоріг мають асфальтове покриття, 11,77 % — гравійне покриття та 35,5 % — ґрунтове покриття. 47,09 % автодоріг вважаються повністю справними, 21,55 — знаходяться в задовільному стані і 31,6 — перебувають а аварійному стані.

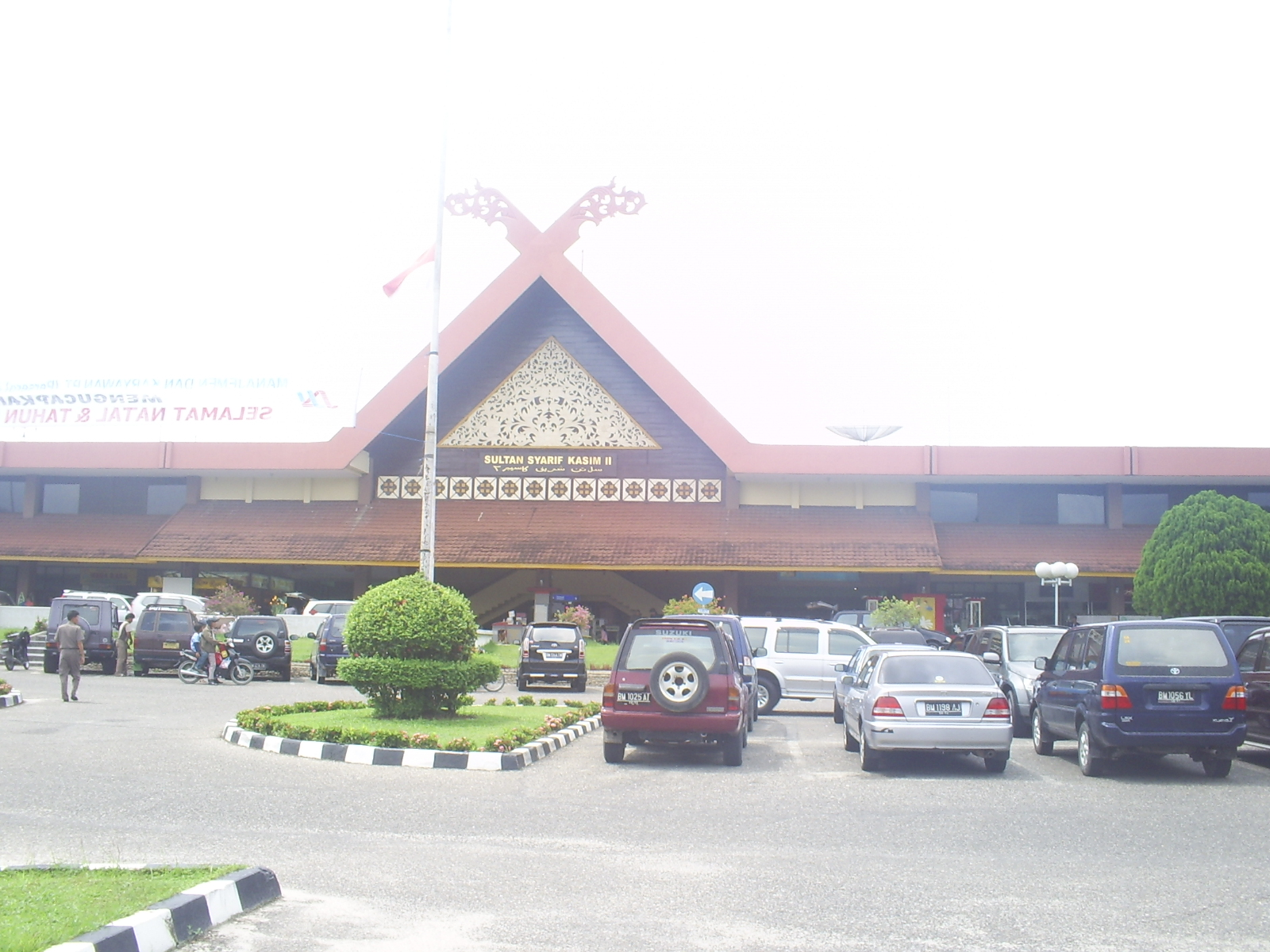
Міжнародний аеропорт Пеканбару — «Султан Шаріф Касим II»

Залізничне сполучення: залізнична лінія, прокладена в період нідерландської колонізації, як та гілка, недобудована під час японської окупації закинуті як непридатні до експлуатації. У 2010 році індонезійська державна залізнична компанія КАІ (індонез. KAI, Kereta Api IndonesiaKAI, Kereta Api Indonesia) оголосила про плани відновлення залізничного сполучення Пеканбару з рядом населених пунктів Суматри, зокрема, за рахунок реконструкції та добудови згаданих занедбаних ліній.
Станом на 2011 рік в місті зареєстровано 147 984 чотириколісних автотранспортних засоби. Основним громадським транспортом міста є рейсові автобуси і маршрутні таксі. У 2010 році розпочато роботу по запуску ліній швидкісного автобусного транспорту.
Безпосередньо в межах міста знаходиться міжнародний аеропорт «Султан Шаріф Касим II», приймає рейси індонезійських, сінгапурських і малайзійських авіакомпаній (названий на честь останнього султана Сіака). «Султан Шаріф Касим II» займає третє місце за обсягом пасажирообігу серед аеропортів Суматри (2,5 млн пасажирів в рік), проте неодноразово визнавався кращим з них за якістю обслуговування. За підсумками виробленої в 2012—2013 роках модернізації аеропорту було відкрито додатковий термінал, злітно-посадкова смуга була подовжена до 2620 метрів, забезпечені можливості для зльоту і посадки літаків типу «Боїнг-737». На території аеропорту знаходиться база ВПС Індонезії.
Активно практикуються річкові перевезення з використанням можливостей місцевого річкового порту. Основні міжміські річкові маршрути зав'язані на порт Думая, сполучаючи їх з морськими транспортними потоками.
Північна і південна частини Пеканбару з'єднані двома автодорожніми мостами через річку Сіак. Ще один міст практично повністю побудований, проте за станом на травень 2013 року його здача в експлуатацію відкладається через низки недоробок. На грудень 2013 року заплановано завершення будівництва четвертого мосту через Сіак в межах Пеканбару.

## Житлово-комунальне господарство і міський благоустрій

### Житловий фонд
Загальна площа житлової забудови перевищує 10,9 км², що становить понад 17 % всієї території міста та понад 73 % його забудованій території. Всього в місті є більше 200 тисяч житлових будинків і квартир, середнє число проживають в одному помешканні — близько 5 осіб. Житлові масиви розташовуються досить рівномірно, найбільш щільно ними забудовані райони Тампан, Букіт-Раю і Марпоян-Дамай, найменша частка житлових масивів у районах Румбай і Румбай-Песісір. Незважаючи на суттєві успіхи міського соціально-економічного розвитку, проблема забезпечення містян житлом залишається досить гострою в силу винятково високих темпів зростання населення.

### Енерго- і водопостачання
Забезпечення Пеканбару електроенергією здійснюється регіональною структурою індонезійської Державної електроенергетичної компанії (індонез. Perusahaan Listrik Negara), обслуговуючої провінції Ріау, штаб-квартира якої знаходиться безпосередньо в місті. Ситуація в цій сфері за індонезійським мірками досить благополучна: електрикою забезпечено 98,7 % населення, що в півтора рази вище загальнонаціонального рівня (65 % населення) і більш ніж удвічі перевищує середній показник по провінції Ріау (42,7 % населення). Розширюється інфраструктура вуличного освітлення: у 2010 році функціонувало 24 877 ліхтарів, прожекторів та освітлювальних пристроїв іншого типу — на 1492 більше, ніж у попередньому році. До 2017 року їх кількість планується довести до 27 577 одиниць.
Однак, за прогнозами місцевої влади, стрімке зростання числа споживачів (для порівняння: 199 тис. в 2008 році і 315 тис. у 2010 році) у поєднанні з вичерпанням можливостей обслуговують місто електростанцій вже в найближчому майбутньому може призвести до деякого дефіциту електроенергії.
На тлі загальної цілком сприятливою картини соціально-економічного розвитку міста водопостачання знаходиться у вкрай проблемному, фактично критичному стані. Різке збільшення витрат водних ресурсів на господарські цілі в поєднанням з швидким зростанням населення призводить до стрімкого скорочення доступу містян до чистої питної води. Так, на потреби населення профільної регіональною структурою в 2010 році було виділено лише 4 257 030 кубометрів питної води — більш ніж дворазове скорочення порівняно з показником попереднього року (9 311 520 кубометрів). У результаті нею було забезпечене лише 7,9 % споживачів (14 254 домашніх господарства) проти 11,3 % споживачів (18 136 домашніх господарства) в 2009 році. Станом на 2011 рік місцевій владі не вдається вжити заходів для виправлення даної ситуації.

### Збирання і переробка сміття
Станом на 2011 рік в місті щоденно вироблялося понад 2,2 тис. тонн твердих побутових відходів. Своєчасний вивіз забезпечувався тільки у відношенні 40 % цього обсягу, що приблизно відповідає загальнонаціонального показника. Систематичні прибирання здійснюються лише на 23 міських вулицях і деяких соціально значущих об'єктів, зокрема, у лікарнях. Штатний склад профільної міської служби становить близько 632 людини, вона має 11 вантажними автомобілями для вивезення сміття. Зберігання твердих побутових відходів здійснюються на міському полігоні Муару Фаджар (індонез. Muara Fajar) відкритим способом. Намічене на 2012 рік відкриття ємності для підземного поховання відходів відкладається. На 4 пунктах здійснюється переробка органічних відходів у компост.

### Озеленення
Рослинність різних видів займає близько 30 % міської території. Значну її частину становлять лісові і чагарникові масиви природного походження. Крім того, є 23 штучних зелених масивів загальною площею 28 гектарів, а також дендрарій, що знаходиться у розпорядженні університету «Ріау». Найбільшою мірою озелененими є райони Тампан і Марпоян-Дамай. Штатний склад профільної міської служби складає 157 осіб, вона має в своєму розпорядженні 8 одиницями спеціальної техніки.

### Кладовища
В місті є 6 муніципальних кладовищ: Тампан, Паюнгсекаки, Палас, Умбансари, Джалан-Куїні і Джалан-Локомотиф. Станом на 2012 рік, три останні оголошені повністю заповненими. При цьому міська влада поки не в змозі виділити додаткові ділянки для поховань. Найбільш складною в цьому плані є ситуація в східній частині міста.

## Освіта і культура
Для міського населення характерний досить високий рівень грамотності: станом на 2010 рік грамотними є 99,87 % жителів старше десяти років. При цьому 12,56 % населення зазначеної вікової групи не мають формальної освіти або офіційного свідоцтва про таку освіту, 15,38 % мають свідоцтво про закінчення початкової школи (1-6 класи, діти від 7 до 12 років), 19,57 — про закінчення середньої школи першого ступеня (7-9 класи, від 13 до 15 років), 39,83 — про закінчення середньої школи другого ступеня (10-12 класи, від 16 до 18 років) або технікуму, 4,56 — диплом бакалавра і 8,1 — диплом магістерської або більш високої наукового ступеня.

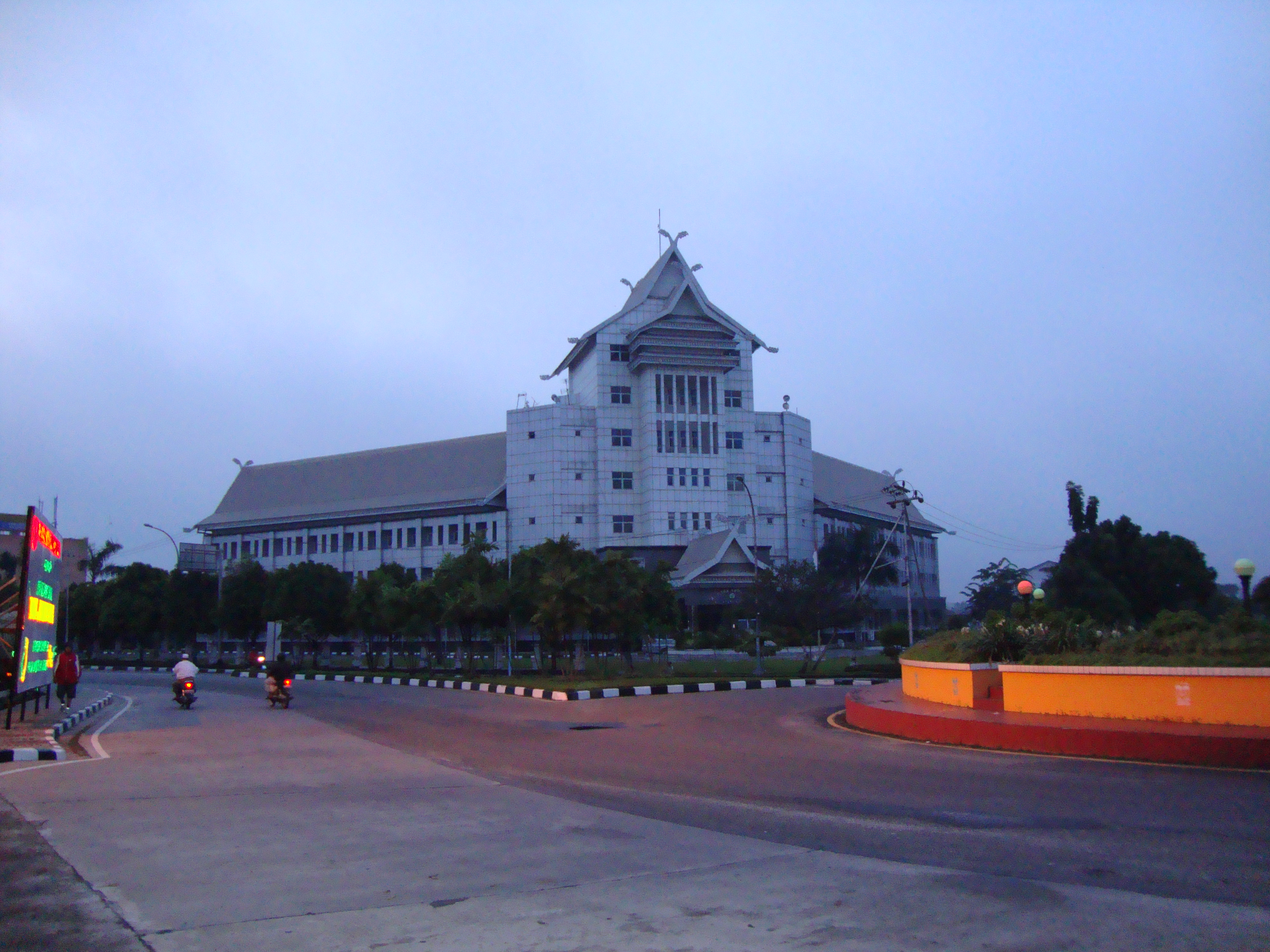
Будівля університету «Ріау»

У 2010 році в місті було 258 початкових шкіл (одна школа на 396 дітей відповідного віку), 108 середніх шкіл першого ступеня (одна школа на 349 дітей відповідного віку), 94 середніх шкіл другого ступеня та технікумів (одна установа на 478 дітей відповідного віку). У початкових школах один викладач припадає на 20 учнів, у середніх школах першого ступеня — на 13,5 учнів, у середніх школах другого ступеня — на 11,5 учнів.
В місті є 36 державних і приватних вузів, у тому числі 5 університетів, найбільший з яких — університет «Ріау» (індонез. Universitas Riau), заснований в 1962 році.
Відкрита в 2008 році міська громадська бібліотека є однією з найбільших в Індонезії, а за розміром і якістю будівлі визнана першою в країні. Є кілька музеїв, найбільший з яких — державний музей провінції Ріау «Санг Нілу Утама» (індонез. Sang Nila Utama). Крім того, зареєстровано 21 культурна установа різних типів, включаючи товариства і клуби любителів певних мистецтв, народних традицій та ін.
У Пеканбару систематично проводяться різні фольклорні заходи, які, з урахуванням багатонаціональності міського населення, є вельми різноманітними. Зокрема, місто є головним етнокультурним центром проживають на Суматрі етнічних малайців, і в 2010-ті роки місцевою владою запущені різні програми по збереженню і розвитку малайського культурної і духовної спадщини.

## Охорона здоров'я
Для ситуації в галузі охорони здоров'я був характерний суттєвий прогрес протягом першого десятиліття XXI століття. При тому, що очікувана тривалість життя містян за розрахунками 2011 року становить 70,5 років — на 10 місяців менше загальнонаціонального показника, рівень малюкової смертності становить менше 4 проміле (загальнонаціональний — 26,2 проміле).
У місті є 22 лікарні і 254 поліклініки. Крім того, функціонує мережа пунктів медичної допомоги різного рівня: 19 медичних пунктів широкого профілю (так звані центри громадської охорони здоров'я, індонез. Pusat Kesehatan Masyarakat), очолювані дипломованим лікарем, персонал яких надає медичну допомогу не менш ніж за 8 напрямами та 33 допоміжних медпункти (індонез. Pusat Kesehatan Masyarakat Pembantu), які очолюються, як правило, фельдшером чи медсестрою і надають допомогу по меншій кількості напрямків. На 2010 рік в місті зареєстровано 979 дипломованих лікарів, які працюють в різних медичних установах або мають приватну практику, а також 3097 медичних працівників із середньою спеціальною освітою. Таким чином, один лікар припадає на 917 осіб, що у 3,5 рази перевищує загальнонаціональний рівень (один лікар на 3472 людини). Серйозною проблемою залишається нерівномірний розподіл медичних закладів та медичного персоналу по території міста. Так, якщо в районі Марпоян-Дамай є 6 лікарень, зареєстровано 68 лікарів і 300 осіб молодшого медперсоналу, то майже дорівнює йому за населенні районі Тенаян-Раю лікарень не є взагалі, зареєстровано 14 лікарів і 200 осіб молодшого медперсоналу.

## Засоби масової інформації
У Пеканбару видається близько десятка місцевих міських і обласних періодичних видань, а також ряд центральних газет і журналів і періодичних видань з інших регіонів країни. Деякі місцеві газети і журнали, зокрема, «Трибун Пеканбару» (індонез. Tribun Pekanbaru), «Ріау пос» (індонез. Riau Pos), «Коран Ріау» (індонез. Koran RiauKoran Riau) мають також електронні версії.
Здійснюється передача двох провінційних телеканалів — «Ріау телефиси» (індонез. Riau Televisi) і «Риаучаннел» (індонез. Riaushannel), а також більшості центральних індонезійських телеканалів і деяких малайзійських телеканалів. Зареєстровано не менше 19 місцевих радіостанцій.

## Спорт
У місті, за станом на 2010 рік, зареєстровано 300 різних спортивних товариств, клубів та секцій. Є 117 спортивних споруд різних видів, у тому числі 4 стадіони. Найбільш великим з останніх є багатофункціональний Головний стадіон Ріау (індонез. Stadion Utama Riau), побудований у 2012 році і вміщує 43 923 глядачів — третій за величиною стадіон Індонезії й найбільший стадіон Суматри. На ньому проходили Національні спортивні змагання Індонезії (англ.) рос. 2012 року та Ісламські гри солідарності 2013 року. Ще один багатофункціональний міський стадіон, «Румбай» (індонез. RumbaiRumbai) вміщує 20 000 глядачів, також приймає національні спортивні змагання і є домашнім стадіоном міського футбольного клубу «Пеканбару».
За підсумками VII провінційної олімпіади Ріау, що відбулася в жовтні 2011 року, команда Пеканбару посіла в загальному заліку 3-е місце серед 12 брали участь у змаганнях команд округів і міст провінції, завоювавши 24 золотих, 34 срібних і 43 бронзових медалей.